# Хем Раксмей
Хем Раксмей (англ. Hem Raksmey, 6 сентября 1983, Пномпень, Народная Республика Кампучия) — камбоджийская пловчиха. Участвовала в летних Олимпийских играх 1996 и 2000 годов.

## Биография
Хем Раксмей родилась 6 сентября 1983 года в камбоджийском городе Пномпень.
В 1996 году вошла в состав сборной Камбоджи на летних Олимпийских играх в Атланте. Выступала в плавании на 100 метров брассом. В предварительном заплыве показала худший, 46-й результат — 1 минута 44,68 секунды, уступив 33,99 секунды худшей среди попавших в финал за 9-16-е места — Ханне Ялтнер из Швеции.
В 2000 году вошла в состав сборной Камбоджи на летних Олимпийских играх в Сиднее. Выступала в плавании на 50 метров вольным стилем. В предварительном заплыве показала 70-й результат (33,11 секунды) и не попала в число 16 участников полуфинала, уступив 7,15 секунды худшей из квалифицировавшихся — Яне Колукановой из Эстонии.

## Семья
Происходит из семьи пловцов. Отец Хем Тхон (1943—2015) также занимался плаванием, в 1959 и 1962 годах участвовал в Играх Юго-Восточной Азии. Брат Хем Лумпхат (1976—2020) выступал на летних Олимпийских играх 1996 года, брат Хем Кири (род. 1980) — на летних Олимпийских играх 2000 и 2004 годов, брат Хем Тхон Понлоу (род. 1990) — на летних Олимпийских играх 2008 и 2012 годов. Племянница Хем Раксмей и дочь Хем Лумпхата Хем Тхон Витини (род. 1993) участвовала в летних Олимпийских играх 2008, 2012 и 2016 годов.